# 劉從諫
劉從諫（？—843年），唐代范陽（今北京、保定一帶）人。昭義節度使，父親為前任節度使劉悟。

## 簡介
唐敬宗寶曆元年（825年），劉悟病死，將作監劉從諫以父遺表求留後，朝廷對此有兩種不同的意見，反對派認為昭義軍地近首都，節度使人選應該由朝廷指派為宜，而對藩鎮向來持姑息態度的李逢吉、王守澄一黨不想得罪對方，加上事先已收受劉悟的賄賂，於是利用他們的影響力，迫使皇帝答應劉悟的請求。劉從諫於翌年得到節度使的任命，得以站穩陣腳。进检校尚书左仆射，拜司空，封沛国公。
太和六年（832年）劉從諫入朝，本想歸順中央，在京城目睹政令混亂後，有意獨立。翌年歸昭義，进同中书门下平章事。開成元年（836年）為甘露之變王涯等人上書嗚冤，矛頭直指宦官仇士良。甘露之变涉事官员的一些家属也都投奔刘从谏，得到刘从谏的庇护。
此後劉從諫與仇士良互相攻擊，唐武宗即位，刘从谏獻上一匹高达九尺的駿馬，武宗没有接受。 刘从谏认为是仇士良从中作梗，大怒之餘，杀馬洩恨。使得劉從諫與朝廷不睦，李德裕認為劉“跋扈难制，累上表迫胁朝廷”。会昌三年（843年），刘从谏病重，对妻子裴氏说：“吾以忠直事朝廷，而朝廷不明我志，诸道皆不我与。我死，他人主此军，是吾家无炊火矣！”因此煮鹽鑄甲，欲效河北三鎮，謀求節度使世襲，又因诸子年幼，任命其弟右骁卫将军刘从素之子刘稹为牙内都知兵马使，準備兵變。是年四月，劉從諫病卒，赠太傅。
刘稹败亡后，从谏二十餘子全被殺害，其生前厚待的甘露之變受害大臣家属也都遇害。刘从谏也被掘墓暴尸潞州三日，随后尸体受醢刑。

## 延伸阅读
[在维基数据编辑]
 在维基文库阅读此作者作品
 《新唐書·卷214》，出自《新唐書》